# Birjusinsk
Birjusinsk (anche traslitterata come Biryusinsk) è una città della Russia asiatica sudorientale (Oblast' di Irkutsk), situata sulle sponde del fiume Birjusa, 682 km a nordovest del capoluogo Irkutsk; dipende amministrativamente dalla vicina città di Tajšet.
Fondata come insediamento operaio con il nome di Sueticha (Суетиха) dal nome di un piccolo affluente della Birjusa che vi confluisce nei pressi, si vide concesso lo status di città nel 1967, allorquando venne ribattezzata con il nome attuale dal nome del maggiore fiume che la bagna.
La cittadina è un centro prevalentemente industriale (stabilimenti chimici, sfruttamento delle foreste).

## Società

### Evoluzione demografica
Fonte: mojgorod.ru
- 1939: 15.100
- 1959: 14.600
- 1970: 13.900
- 1989: 20.900
- 1996: 12.000
- 1998: 11.900
- 2000: 11.500
- 2001: 11.500
- 2002: 16.504
- 2005: 10.004
- 2006:15.500
- 2007: 9.500
- 2008: 9.400
- 2009: 9.325
- 2010: 8.981
- 2011: 8.946
- 2012: 8.815
- 2013: 8.701
- 2014: 8.602
- 2015: 8.545